# Западен препасков гекон
Западните препаскови гекони (Coleonyx variegatus), наричани също изменчиви колеоникси, са вид дребни влечуги от семейство Eublepharidae.
Срещат се в разнородни местообитания в югозападната част на Съединените американски щати и северозападно Мексико. Достигат 10 – 15 сантиметра дължина на тялото с опашката, като на цвят са пясъчножълти с черни ивици и петна. Активни са през нощта и се хранят с дребни насекоми, паяци и млади скорпиони.